# 2025년 동계 아시안 게임 몽골 선수단
2025년 동계 아시안 게임 몽골 선수단은 2025년 2월 7일부터 14일까지 중화인민공화국 하얼빈에서 열리는 2025년 동계 아시안 게임에 참가중인 몽골 선수단이다.

## 선수단
아래 표는 종목별, 성별 몽골 대표단 선수 수이다.
| 종목           | 남자 | 여자 | 합계 |
| -------------- | ---- | ---- | ---- |
| 바이애슬론     | 4    | 4    | 8    |
| 쇼트트랙       | 3    | 1    | 4    |
| 스피드스케이팅 | 1    | 1    | 2    |
| 알파인스키     | 4    | 4    | 8    |
| 컬링           | 1    | 1    | 2    |
| 크로스컨트리   | 5    | 5    | 10   |
| 피겨스케이팅   | 0    | 2    | 2    |
| 합계           | 18   | 18   | 36   |